# Mammea punctata
Mammea punctata är en tvåhjärtbladig växtart som först beskrevs av Joseph Marie Henry Alfred Perrier de la Bâthie, och fick sitt nu gällande namn av P.F.Stevens. Mammea punctata ingår i släktet Mammea och familjen Calophyllaceae. Utöver nominatformen finns också underarten M. p. rubrifolia.